# San Sebastián Chimalpa
San Sebastián Chimalpa är en mindre stad i Mexiko, tillhörande La Paz kommun i delstaten Mexiko. San Sebastián Chimalpa ligger i den centrala delen av landet och tillhör Mexico Citys storstadsområde. Staden hade 12 951 invånare vid folkmätningen 2010.